# Ellis Parker Butler

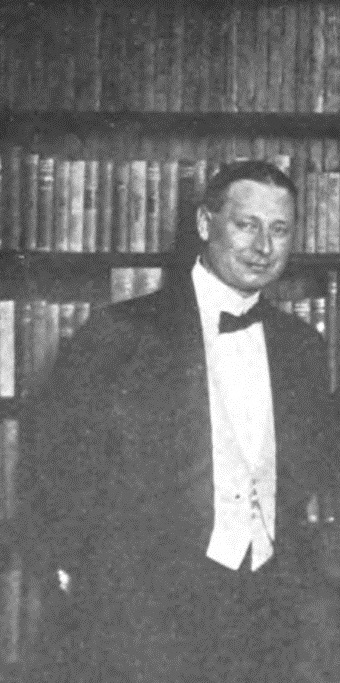
Ellis Parker Butler

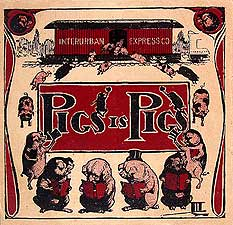
Schweine sind Schweine (1905)

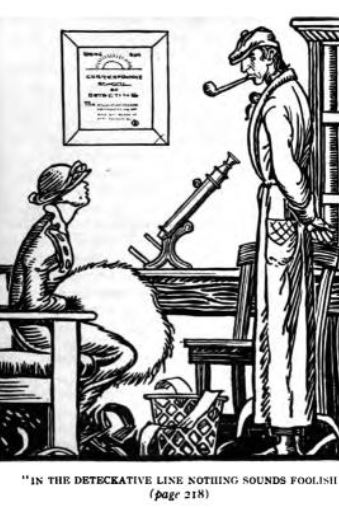
Detektiv Philo Gubb (1918)

Ellis Parker Butler (* 5. Dezember 1869 in Muscatine; † 13. September 1937 in Williamsville (Massachusetts), Berkshire County) war ein US-amerikanischer Schriftsteller, der den Lesern amerikanischer Pulp-Magazine als Humorist bekannt wurde.

## Leben
Ellis, Sohn des Kleingewerbetreibenden in der Lebensmittelbranche Audley Gazzam Butler und dessen Frau Adela, geborene Vesey, blieb bis zum Spätsommer 1897 in seinem Geburtsort. Die High School in Muscatine besuchte er ab 1885. Diese verließ er zwei Jahre später und unterstützte die Familie fortan finanziell, indem er als Angestellter in der Muscatiner Gewürzmühle arbeitete.
1897 ging Ellis Butler nach New York City. Ab 1908 lebte er mit Frau und Kindern in Flushing. Hauptberuflich war er im Bankgewerbe tätig; wurde 1930 Bankdirektor. Seine 30 Bücher und 2000 Beiträge für sage und schreibe 225 Magazine verfasste er allesamt nebenberuflich. Bekannt wurde seine Kurzgeschichte Pigs is Pigs, die im September 1905 im American Magazine erschien und ab 1910 mehrfach verfilmt wurde. Die Figur des gutmütigen Philo Gubb, dem Leser im Maiheft 1913 der Frauenzeitschrift Redbook vorgestellt, erreichte Popularität auch durch humorige Darstellungskunst des unermüdlichen Autors: Gubb eifert zwar Sherlock Holmes nach, wurde aber weniger mittels Logik, sondern manchmal durch Zufall erfolgreicher Verbrechensbekämpfer. Bis 1917 brachte das Redbook 35 Philo-Gubb-Geschichten.
Ellis Butler heiratete am 28. Juni 1899 Ida Anna Zipser (1879–1954). Das Paar bekam fünf Kinder:  Elsie McColm Butler (* August 1902),  Wallace Parker Butler (* 1904, im Geburtsjahr verstorben), Jean und Marjorie Butler (* 24. Dezember 1909) und Ellis Olmsted Butler (* 1914).
Im Herbst 1936 zog das Ehepaar in die kleine Siedlung Williamsville, in den Berkshire Hills gelegen. Ellis Butler starb dort ein Jahr später an Krebs und Diabetes. Die letzte Ruhe fand er auf dem Flushinger Friedhof.

## Werke (Auswahl)
- 1905–1932: Ellis Parker Butler Beiträge im American Magazine
- 1905: Pigs is Pigs (archive.org Ausgabe 1908)
- 1913: Philo Gubb  (archive.org Ausgabe 1918)

## Hörspiele in Deutschland
- 1948: Schwein ist Schwein – Regie: Nicht bekannt (Kurzhörspiel, Hörspielbearbeitung – RIAS Berlin)
- 1948: Schwein ist Schwein. Realisiert von einer Hörspielarbeitsgemeinschaft Hamburger Studenten – Regie: Erik Ode (Hörspielbearbeitung, Kurzhörspiel, Amateurhörspiel – NWDR Hamburg)
- 1955: Schwein ist Schwein – Regie: Raoul Wolfgang Schnell (Hörspielbearbeitung, Kurzhörspiel – SWF)

## Mitgründung
in New York City
- 1905 Dutch Treat Club
- 1912 Authors’ League of America